# 릴 웨인
릴 웨인(Lil Wayne, 본명: Dwayne Michael Carter, 1982년 9월 27일 ~ )은 미국의 랩가수이다. 그는 휴스턴 대학교 심리학 전공을 이수하였다. 현재 캐시 머니 레코드 소속 가수이자 자회사인 영 머니 엔터테인먼트의 사장이다.
그는 무려 9살때부터 캐시 머니 레코드와 계약해서 랩퍼 B.G와 듀오 더 비 쥐즈로 잠시 활동했고, 1997년에는 남부 힙합그룹인 핫 보이즈의 멤버로 거쳐간 적이 있으며, 99년에 발매한 앨범 《Guerrilla Warfare》로 빌보드 핫 랩차트 1위를 한 바 있다. 후에 그룹활동을 꾸준히 했으나, 앨범들은 실패했고, 이어 그는 솔로로 데뷔, 2004년 첫앨범 《The Carter》로 빌보드 200에서 5위를 하면서 본격적인 솔로 활동도 시작했었다.
이어 다음 앨범인 《The Carter II》는 빌보드 200뿐만 아니라 각종 랩차트에서 1위를 했으며, 다음 앨범인 《The Carter III》는 카니예 웨스트, 제이지, 티 페인, 베이비페이스, 버스타 라임즈 등의 화려한 라인업과 보다 세련되진 음악을 통해 전 세계에서 320만장 넘는 판매고와 그래미 어워드도 거머쥐게 됐다. 이어 록 앨범인 《Rebirth》를 발매했으나, 팬들의 엇갈린 평판을 넘어 부정적인 영향으로 앨범은 실패했다.
불법총기소지죄로 8개월 간의 복역을 마치고 2010년 11월에 출소하여 The Carter IV를 발매할 예정이었으나, 여러 가지 이유로 연기되어
2011년 8월 29일 The Carter IV와 The Carter IV Deluxe Version 이 동시 발매되었다.
현재 The Reason You Kill For It이란 의미의 스트릿 의류 브랜드 Trukfit을 2012년 1월 25일에 런칭하였고, 이어 신발라인을 런칭 예정이다. (SUPRA와 협력 가능성으로 추측)
현재 그는 푸샤 T, 제이 지, 50 센트, 영 벅 등과 대립 중이다.

## 생애
릴 웨인의 친아버지는 그가 갓난 아기시절에 떠났으며, 16살이 될 때까지 양아버지 밑에서 성장했다. 그는 불우한 환경에도 불구하고 거리의 부랑아로 전락하지 않고 충실히 자라났고, 공부도 꽤 잘했으며 어릴 적에 랩을 할 땐 친구들이 목소리 때문에 많이 비웃었다는 얘기를 듣기도 했다. "Pimp Daddy"나 "U.N.L.V." 등의 지역 캐시 머니(Cash Money) 소속 아티스트들의 음악에 영향을 받았다.

## 래퍼 활동

### 데뷔
릴 웨인은 21살 때, 우연히 알게 된 래퍼 "버드맨(Birdman A.K.A Baby, 본명 Brian Williams)"의 집 전화 자동응답기에 프리랩을 녹음하는 것으로 통하여 발탁 받았다. 1997년 '주버나일', 'B.G.', 'Turk'와 함께 핫 보이즈('Hot Boys')의 첫 앨범 Get It How You Live!!으로 데뷔하였다.

### 1999년 ~ 2007년
1999년 솔로 1집 앨범 Tha Block Is Hot을 발매하여 힙합씬의 슈퍼 루키로 주목받지만 연이은 두 장의 앨범은 히트와는 거리가 멀었다. 수많은 믹스 테이프로 유명해지기 시작하면서, 2004년에 'Tha Carter', 2005년에는 'Tha Carter II'를 발매하며, 그는 단지 젊은 래퍼의 재능 이상을 보여주기 시작했다. 2006년 10월 31일 발매된 앨범 Like Father, Like Son은 그의 개인 앨범이 아니고 "버드맨(Birdman)"과 함께한 듀엣 앨범이며 2006년 빌보드 앨범차트 2위에 올랐다. 이 앨범의 히트 싱글로는 'Stuntin' Like My Daddy'가 있다.

### 2008년 ~ 2009년

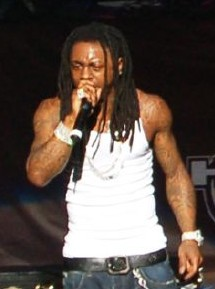
2007년 공연 중

2008년 그의 솔로앨범 [Tha Carter 3]을 발매, 첫 번째 싱글 〈Lollipop〉은 발매되자마자 온라인 다운로드 1,700,000 건을 기록하는 폭발적인 히트를 기록했다. 미국에서는 300만 장 가까이 팔아들였으며, 그 밖에도 히트 싱글들인 'Got Money'는 빌보드 차트 13위를 차지했고, 첫싱글인 'Lollipop'은 전 세계 각국에서 1위를 차지했다. 두 번째 싱글인 'A Milli'는 미국 모든 힙합 차트에서 1위를 기록하고 캐나다 차트에서는 54위를 했다. 마지막 싱글인 'Mrs.Officer'은 R&B가수 바비 발렌티노가 참여했으며, 랩차트에서 2위를 기록했다. 이외에도 트랙 중의 하나이며 제이 지가 참여한 'Mr. Carter'은 랩차트에서 13위를 거두었고 이듬해 그래미 어워드에서 '베스트 듀오 힙합 상'을 받았다.
또한 이 앨범으로 그래미 어워드에서 '베스트 힙합앨범 상' 등을 받으며 4관왕을 차지했다.
이어 그는 로이드의 'Girls Around the World', 어셔의 'Love In This Club Part II', 캐시스의 'Official Girl', 케리 힐슨 'Turnin' Me On', 에이콘의 'I'm So Paid', 게임의 'My Life', 티아이의 'Swagga Like Us' 등에 참여하여 차트에서 1위를 하는 등 피처링으로써 큰 성공을 거두게 되고, 08' BET Awards에서 그는 최고의 리릭시스트 타이틀을 쥐며 성공과 실력 - 두 마리 토끼를 잡은 초대형 래퍼로 재탄생했다. 또한 이 앨범은 플래티넘 앨범으로 선정되었다.
그는 그의 소속사인 캐시 머니 레코드와 재계약을 했으며, 록 앨범 'Rebirth'를 발매할 예정이라고 했으나, 그의 팬들은 그의 록 앨범에 대해 부정적인 면을 갖고 있으며, 그 역시 계속 발매를 연기했다.

### 2010년 ~ 현재
2010년 2월 10일 그는 그의 록 앨범 "Rebirth" 와 자신의 소속사 Young Money의 앨범 "We Are Young Money"를 발매했다. 그의 록 앨범 "Rebirth" 중 곡 'Drop The World'는 래퍼 에미넴이 피처링 했으며 빌보드 Hot 100 차트 20위를 기록했다. 그리고 그의 앨범 "Rebirth"는 빌보드 200 차트 1위를 기록했고, 자신의 소속사 영 머니 엔터테인먼트의 앨범 "We Are Young Money" 역시 1위를 기록하며 그의 힘을 다시 한번 보여주었다. 그러나 승승장구하던 그는 투어버스에서 발견된 실탄이 장전된 총기로 인해 2010년 3월 8일부터 2011년 3월까지 복역하게 되었지만 모범수 생활로 인해 감형되면서 2010년 11월 출소하였다. 출소 뒤 그는 앨범 Tha Carter IV의 첫 싱글 "6 Foot 7 Foot (Feat. Corey Gunz)"를 발표했다. 또한 티-페인과 'The T-Wayne Show'를 합작할 예정이며, 후엘즈 산타나와의 합작도 준비되어있다.
2011년 3월, 그의 차기 앨범 Tha Carter IV의 두 번째 싱글 "John (Feat. Rick Ross)"를 발표하였고, 또한 3월 16일부터 "I Am Still Music" 투어를 북미 전역에 걸쳐 진행하고 있다. 같은 해 5월에는 Tha Carter IV의 세 번째 싱글인 "How To Love"를 발매하였다.
7월 13일에는 Tha Carter IV의 발매 연기에 실망한 팬들을 위한 일종의 팬서비스로 새 믹스테잎인 Sorry 4 The Wait을 발매하였고, 앨범 발매 직전 마지막 싱글 "She Will (Feat. 드레이크)"를 발표했다. Tha Carter IV는 현재까지 몇 차례의 연기 끝에 미 현지 시각으로 8월 28일 MTV 비디오 뮤직 어워드 폐막 뒤 몇 시간 후에 공개될 예정이었지만, 8월 24일 앨범의 디럭스 에디션 버전이 인터넷에 모두 유출되었다. Tha Carter IV는 미국에서 발매 첫 주 964,000만 장을 팔아치워 빌보드 200 1위로 데뷔했다.
2012년 11월, 그는 2013년 발매 예정인 'I Am Not A Human Being II'을 끝으로 은퇴하겠다고 선언하였으나
최근엔 Drake가 피처링한 'believe me' 싱글이 공개되었다.

## 음반 목록
정규 앨범
- 1999: Tha Block Is Hot
- 2000: Lights Out
- 2002: 500 Degreez
- 2004: Tha Carter
- 2005: Tha Carter II
- 2008: Tha Carter III
- 2010: Rebirth
- 2010: I Am Not A Human Being
- 2011: Tha Carter Ⅳ
- 2013: I Am Not A Human Being Ⅱ
- 2015: Free Weezy Album
- 2018: Tha Carter V

EP 앨범
- 2007: The Leak EP
- 2010: I Am Not A Human Being EPV
- 2017: In Tune We Trust

믹스테이프
- 2004: Da Drought
- 2004: Da Drought 2
- 2004: The Prefix
- 2004: Dedication
- 2005: The Suffix
- 2006: Lil Weezyana
- 2006: Dedication 2 등
- 2007: Da Drought 3 등
- 2008: Mardi Gras 등
- 2009: The Weezy Effect, Wayne's World 4, No Ceilings 등
- 2011: Sorry 4 The Wait
- 2012: Dedication 4
- 2013: Dedication 5
- 2015: Sorry 4 the Wait 2
- 2015: No Ceilings 2
- 2017: T-Wayne (with T-Pain)
- 2017: Dedication 6
- 2018: Dedication 6: Reloaded

합작 앨범
- 2006: Like Father, Like Son (With Birdman)
- 2008: Dedication 3 (With DJ Drama)
- 2009: We Are Young Money (as Young Money), The T-Wayne Show (with T-Pain) (예정),
- My Face Can't Be Felt (with Juelz Santana)
- 2014: Rise Of An Empire (as Young Money)

## 수상내역
- 2008년 제25회 MTV 비디오 뮤직어워즈 베스트 힙합 비디오상
- 2009년 제51회 그래미 어워드 최우수 랩 솔로상, 앨범상

## 같이 보기
- 연도별 미국에서 가장 많이 팔린 음반 목록